# Climateprediction.net
Climateprediction.net é um projeto de computação voluntária numa rede descentralizada de estudo das mudanças climáticas no planeta Terra.